# La Cauchie
La Cauchie é uma comuna francesa na região administrativa de Altos da França, no departamento de Pas-de-Calais. Estende-se por uma área de 2,2 km². Em 2010 a comuna tinha 211 habitantes (densidade: 95,9 hab./km²).